# Stephanie Wagner (Musikerin)
Stephanie Wagner (* 25. Juni 1967 in Mainz) ist eine deutsche Flötistin, die vor allem als Jazzmusikerin hervorgetreten ist.

## Leben und Wirken
Wagner studierte ab 1991 zunächst klassische Querflöte an der Hochschule für Musik Mainz bei Martina Wahn, ab 1995 auch Jazzflöte bei Jörg Kaufmann. Am Berklee College of Music setzte sie mit einem Stipendium 2003/2004 ihre Studien fort. Zunächst bildete sie das Duo Holz & Silber mit der Gitarristin Angela Öztanil, mit der sie zwei Alben mit kammermusikalischen Duetten von Johann Sebastian Bach über Béla Bartók bis Astor Piazzolla einspielte. Mit den Flötisten Katrin Gerhard, Britta Roscher und Max Zelzner spielte sie im Flötenquartett VerQuer und war an dessen Album flutes unlimited... beteiligt.
Mit ihrem Jazzquintett Quinsch veröffentlicht sie 2008 ein erstes Album. Der Name der Quinsch-CD Shapes and Colours aus 2016 beruht auf den vielen unterschiedlichen Stilistiken darauf, darunter Salsa, Blues und Robert Schumann. Im Trio Jeeep spielt sie mit dem Gitarristen Thomas Langer und dem Kontrabassisten Ralf Cetto zusammen. Ein weiteres Projekt ist das Duo jazzgems mit der Sängerin und Pianistin Karmen Mikovic. Mit Esther Bächlin, Gina Schwarz und Ingrid Oberkanins betreibt sie das Projekt playground4. Mit dem Bassisten Norbert Dömling veröffentlichte sie 2023 das Duo-Album Traces. 
Wagner war von 1996 bis 2003 als Dozentin für klassische und Jazz-Querflöte an der Musikhochschule Mainz tätig. Seit 1998 ist sie auch Dozentin für Jazz-Flöte in der Frankfurter Kulturwerkstatt Waggong. Ihre Jazzflötenschule ist 2015 im Schott-Verlag erschienen. Weiterhin ist sie auf Tonträgern der Söhne Mannheims, der Gruppe TonSatz und dem Ralf Fronhöfer Jazz Ensemble zu hören.

## Preise und Auszeichnungen
Mit ihrem Quintett Quinsch zählte Wagner 2010 zu den Preisträgern im Wettbewerb der rheinland-pfälzischen Landesarbeitsgemeinschaft Jazz. 2011 erhielt sie den Jazzpreis der Stadt Worms als „herausragende Instrumentalistin auf hohem technischem Niveau, sowie für ihre innovative Arbeit in unterschiedlichen Formationen, in denen sie ihre Persönlichkeit unüberhörbar einbringt“.

## Schriften
- Play Jazz Flute - now! A Step-by-Step Approach to Styles, Phrasing & Improvisation. Schott, Mainz 2015. ISBN 978-3-7957-4929-3

## Diskographische Hinweise
- Stephanie Wagners Quinsch: Fade In (JazzHausMusik 2008, mit Steffen Weber sax, Steffen Stütz p, Udo Brenner b, Jens Biehl dr)
- jazzgems: By Chance (Mons Records 2010)
- Jeeep: The First Cut Is the Jeeepest (Rodenstein Records 2010)
- Stephanie Wagners Quinsch: Shapes and Colours (Personality Records 2016, mit Steffen Weber, Steffen Stütz, Udo Brenner, Jens Biehl)
- playground4 Hit the Ground Running (JazzHausMusik 2020, mit Esther Bächlin, Gina Schwarz, Ingrid Oberkanins)
- Stephanie Wagner & Norbert Dömling Traces (Unit Records 2023)[4]